# Salón Internacional del Libro de Turín

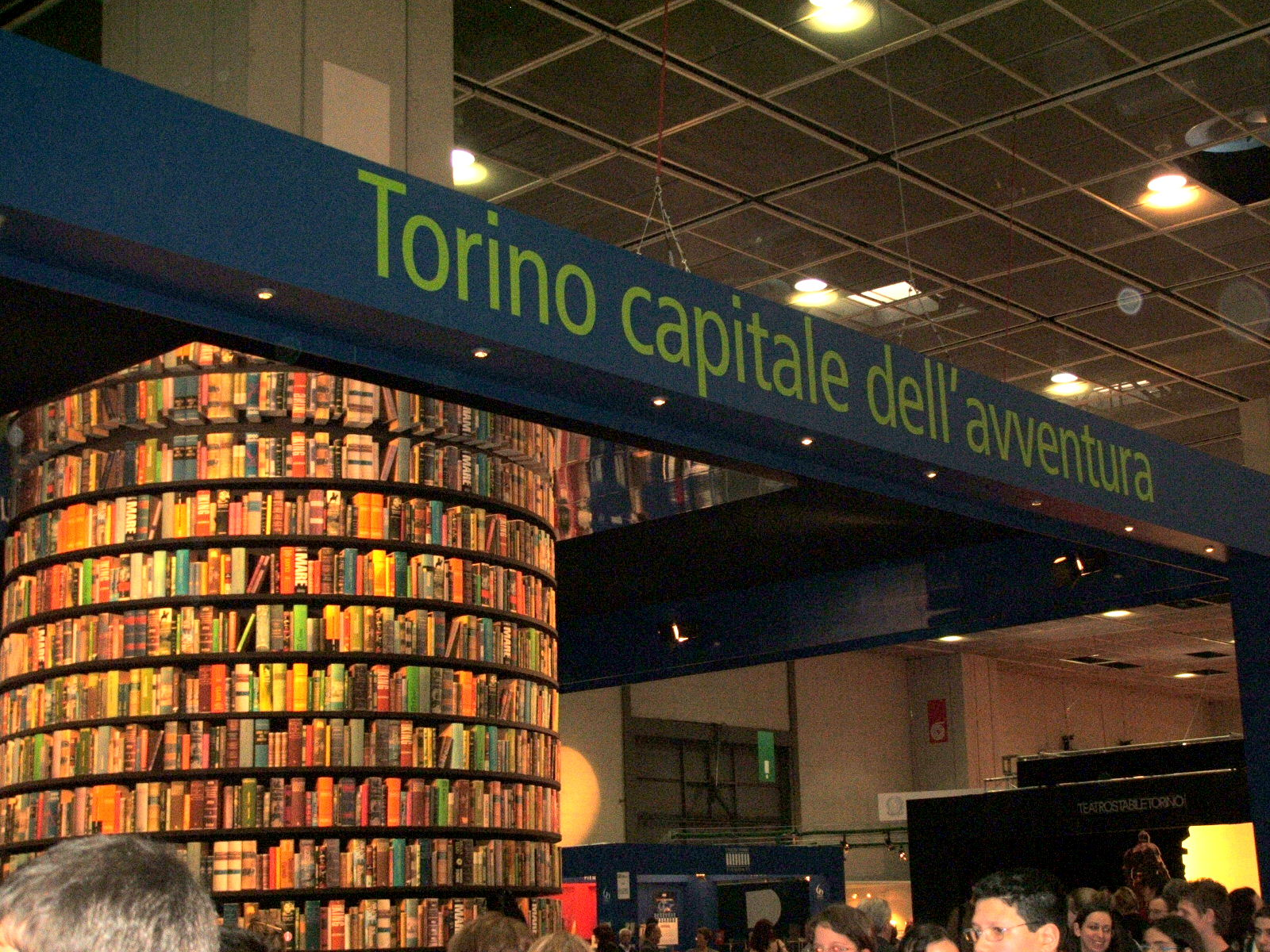
Entrada del Salón Internacional del Libro de Turín en 2006 (tema: la aventura).

El Salón Internacional del Libro de Turín (en italiano, Salone internazionale del libro) es el evento más importante de la edición italiana y una de las ferias del libro más importantes de Europa. Creado en 1988, se lleva a cabo todos los años en el mes de mayo en la ciudad italiana de Turín. En 2019 recibió cerca de 150.000 visitas. Abierto a profesionales y público en general, durante varios días convoca a autores, editores y diseñadores del libro de todo el mundo.

## Historia

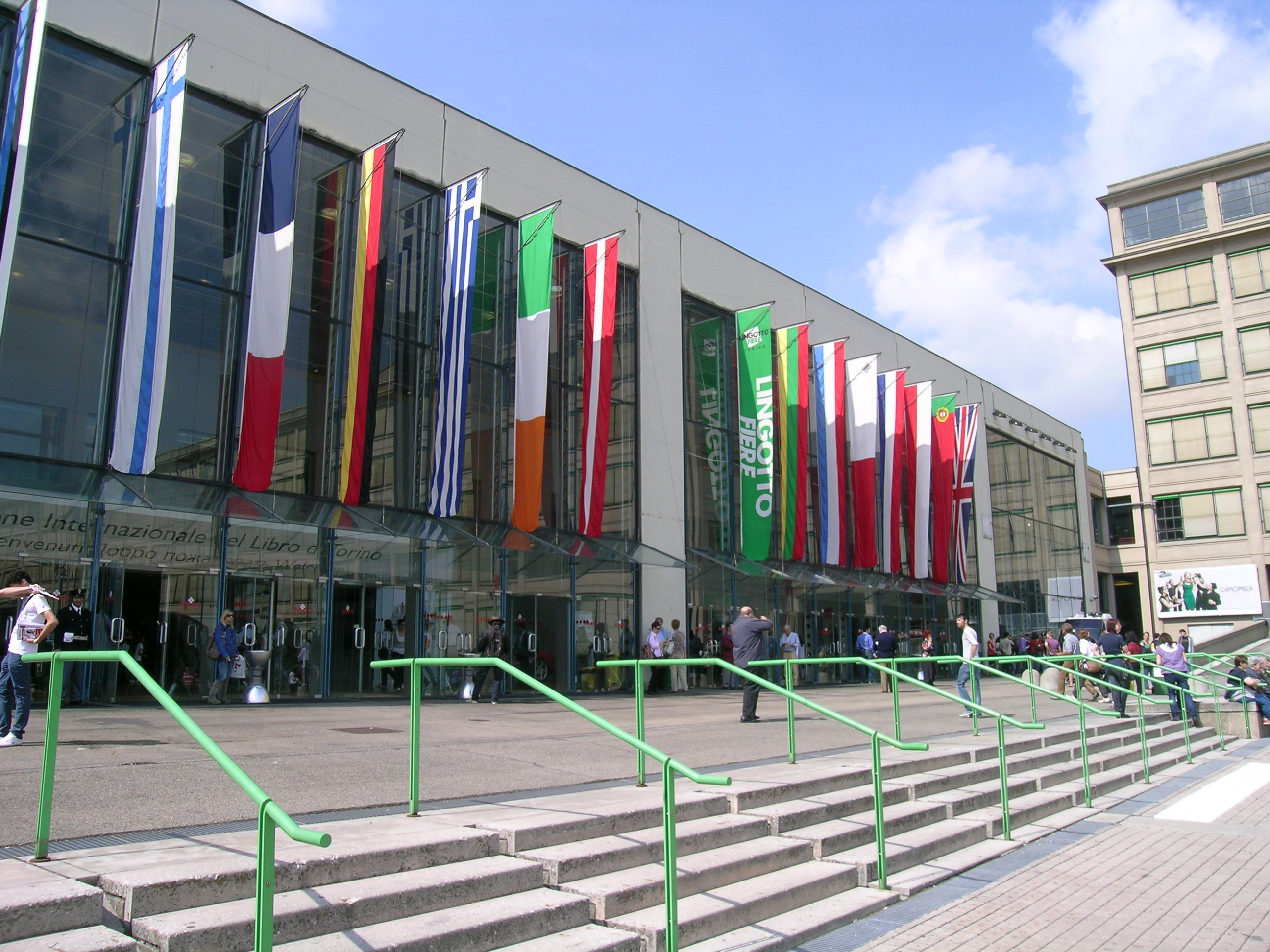
Fachada del Palacio de Congresos de Turín (imagen de 2011).

La primera edición del Salón se presentó oficialmente el 22 de julio de 1987. Los impulsores de la iniciativa fueron el librero Angelo Pezzana y el empresario Giudo Accornero, de la editorial Einaudi. Hubo una controversia con el alcalde de Milán, Paolo Pillitteri, que quería trasladar la feria a Milán, pero el Salón de Turín se confirmó oficialmente el 23 de septiembre del mismo año.
El Salón se celebró por primera vez en el Centro de Congresos de Turín (Torino Esposizioni), para pasar en 1992 al denominado Lingotto Fiere. A lo largo de los años, la feria ha ido aumentando el número de sus iniciativas. En 2005 nació el evento “Lingua Madre”, que reúne a escritores asiáticos, africanos y latinoamericanos. En 2010, la feria creó el Premio Internacional del Salón del Libro: reconocimiento otorgado mediante votación electrónica por visitantes y expositores.
El primer director fue Ernesto Ferrero, pero a partir de la edición de 2017 se nombró al nuevo director editorial, el escritor y periodista Nicola Lagioia.

### Estadísticas
En 2016, el Salón dejó de contabilizar la asistencia en función del número de entradas y solo utilizó el número de entradas vendidas. El primer método cuenta las personas que salen y vuelven a entrar varias veces, inflando artificialmente los números. En 2015, el número de entradas fue de 276 169, mientras que solo se vendieron 122 122 638 entradas.
| Año  | Nombre                          | Sede                           | Expositores | Visitas | Tema | Invitado             |
| ---- | ------------------------------- | ------------------------------ | ----------- | ------- | --- | -------------------- |
| 1988 | Salone del Libro                | Torino Esposizioni             | 553         | 100 000 | |                      |
| 1989 | Salone del Libro                | Torino Esposizioni             | 873         | 120 000 | |                      |
| 1990 | Salone del Libro                | Torino Esposizioni             | 813         | 91 000  | |                      |
| 1991 | Salone del Libro                | Torino Esposizioni             | 834         | 106 000 | |                      |
| 1992 | Salone del Libro                | Lingotto Fiere                 | 829         | 120 000 | |                      |
| 1993 | Salone del Libro                | Lingotto Fiere                 | 848         | 131 000 | |                      |
| 1994 | Salone del Libro                | Lingotto Fiere                 | 852         | 156 000 | |                      |
| 1995 | Salone del Libro                | Lingotto Fiere                 | 940         | 191 000 | |                      |
| 1996 | Salone del Libro                | Lingotto Fiere                 | 848         | 232 000 | Le siècle des femmes ? |                      |
| 1997 | Salone del Libro                | Lingotto Fiere                 | 1 368       | 218 000 | Allons-nous être immortels ? |                      |
| 1998 | Salone del Libro                | Lingotto Fiere                 | 1 389       | 210 000 | Sacré, religieux et mythe dans le nouveau millénaire / Frissons sur le salon : giallo, film noir, thriller / La culture sud-américaine |                      |
| 1999 | Fiera del Libro                 | Lingotto Fiere                 | 825         | 190 987 | Passions: l'intelligence du cœur |                      |
| 2000 | Fiera del Libro                 | Lingotto Fiere                 | 979         | 184 652 | Une Foire, des milliers de cultures |                      |
| 2001 | Fiera del Libro                 | Lingotto Fiere                 | 1 030       | 191 324 | La nature | Países Bajos Flandes |
| 2002 | Fiera Internazionale del Libro  | Lingotto Fiere                 | 1 081       | 198 685 | Le temps de la science, l'histoire, les religions                                                                                      | Cataluña Suiza       |
| 2003 | Fiera Internazionale del Libro  | Lingotto Fiere                 | 1 190       | 199 015 | La couleur entre la science, l'art et la littérature                                                                                   | Canadá               |
| 2004 | Fiera Internazionale del Libro  | Lingotto Fiere                 | 1 220       | 228 226 | Le rire est une affaire sérieuse | Grecia               |
| 2005 | Fiera Internazionale del Libro  | Lingotto Fiere                 | 1 223       | 222 148 | Le rêve | Portugal             |
| 2006 | Fiera Internazionale del Libro  | Lingotto Fiere                 | 1 263       | 304 734 | L'aventure | Brasil Portugal      |
| 2007 | Fiera Internazionale del Libro  | Lingotto Fiere                 | 1 410       | 302 830 | Les limites | Lituania             |
| 2008 | Fiera Internazionale del Libro  | Lingotto Fiere                 | 1 414       | 293 140 | La beauté | Israel               |
| 2009 | Fiera Internazionale del Libro  | Lingotto Fiere                 | 1 400       | 307 650 | Moi, les autres | Egipto               |
| 2010 | Salone Internazionale del Libro | Lingotto Fiere                 | 1 404       | 315 013 | La mémoire, révélée | India                |
| 2011 | Salone Internazionale del Libro | Lingotto Fiere - Oval Lingotto | 1 500       | 305 000 | La mémoire, graine du futur | Rusia                |
| 2012 | Salone Internazionale del Libro | Lingotto Fiere                 | 1 500       | 317 482 | Vivre dans le réseau | España Rumania       |
| 2013 | Salone internazionale del libro | Lingotto Fiere                 | 1 200       | 329 860 | Dove osano le idee | Chile                |
| 2014 | Salone internazionale del libro | Lingotto Fiere                 | 1 200       | 339 752 | Bene in vista | Vaticano             |
| 2015 | Salone internazionale del libro | Lingotto Fiere                 | 1 200       | 122 638 | Le meraviglie d'Italia | Alemania             |
| 2016 | Salone internazionale del libro | Lingotto Fiere                 | 1 000       | 126 406 | Visioni |                      |
| 2017 | Salone internazionale del libro | Lingotto Fiere                 | 1 060       | 165 746 | Oltre il confine | Estados Unidos       |
| 2018 | Salone internazionale del libro | Lingotto Fiere                 |             | 170 786 | Un giorno, tutto questo | Francia              |
| 2019 | Salone internazionale del libro | Lingotto Fiere                 |             | 148 034 | Il gioco del mondo |                      |